# 1778 Alfvén
1778 Alfvén este un asteroid din centura principală, descoperit pe 26 septembrie 1960, de PLS.